# Бронебійний оперений підкаліберний снаряд

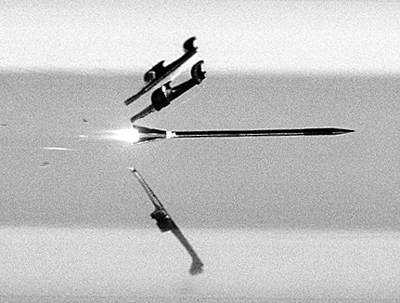
Фото відокремлення металевого піддона від стрілоподібного сердечника снаряда на польоті

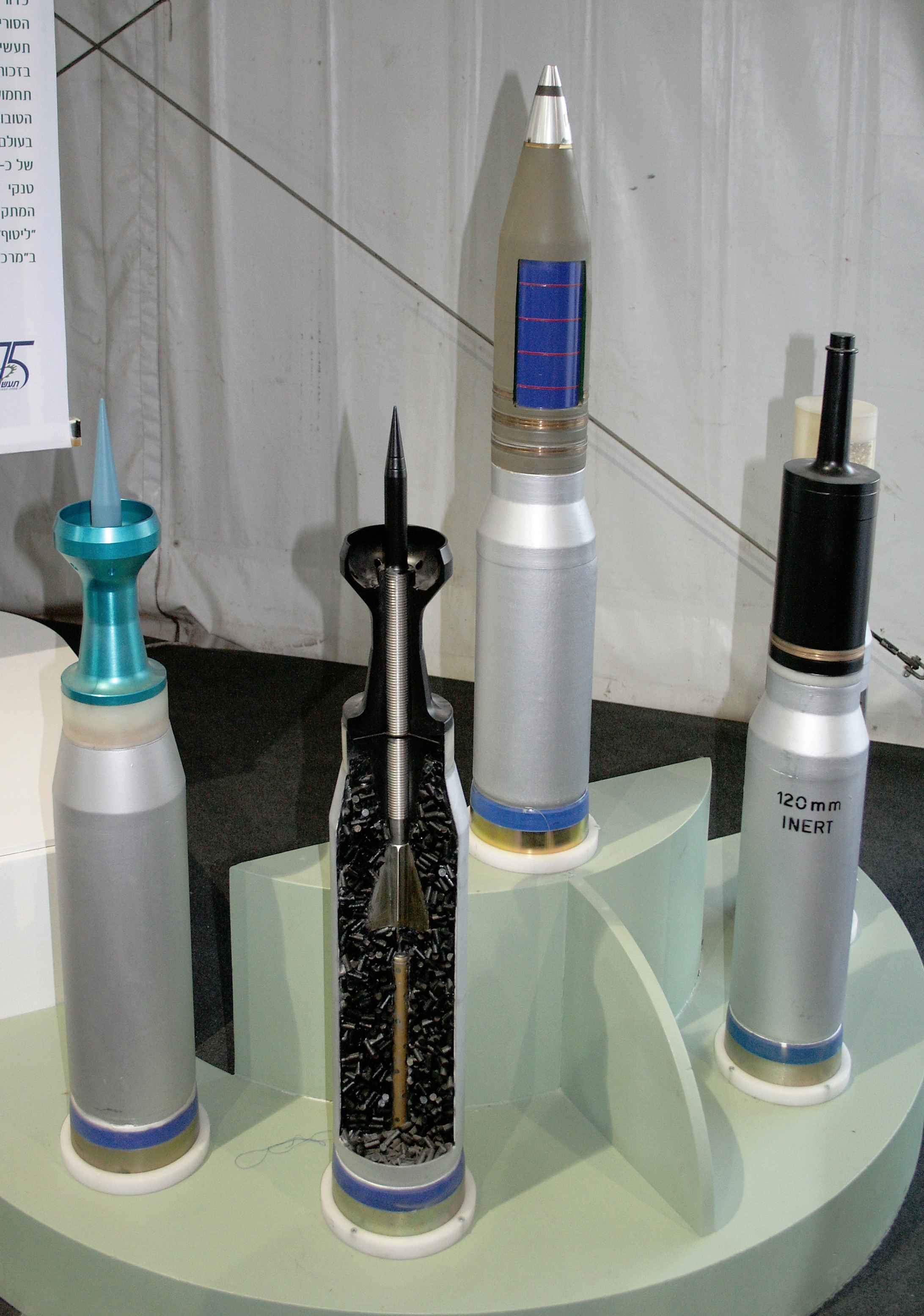
Сучасні бронебійні снаряди M829

Французький бронебійний оперений підкаліберний снаряд

Бронебійний оперений підкаліберний снаряд (абр. БОПС, англ. Armour-piercing fin-stabilized discarding sabot, APFSDS) — різновид бронебійного снаряда для ствольної зброї, що стабілізується у польоті за рахунок аеродинамічних сил й використовується для ураження броньованих цілей: танків, самохідних артилерійських установок, бойових машин піхоти, бронетранспортерів, кораблів тощо.
Бронебійний оперений підкаліберний снаряд, як правило, не має ні підривника, ні заряду вибухової речовини; його бронебійна дія цілком обумовлена кінетичною енергією снаряда.
Суцільний бронебійний оперений підкаліберний снаряд складається з корпусу з важких металів, балістичного наконечника і трасера. Бронебійна частина підкаліберного бронебійного снаряда — осердя, діаметр якого в рази менший калібру гармати (звідси і назва снаряда). Осердя виготовляється зі сплавів великої питомої маси і має високу міцність. При ударі снаряда в броню його корпус руйнується, осердя пробиває броню і осколками (своїми та броні) вражає екіпаж і виводить з ладу внутрішнє обладнання танка. Якщо каліберні бронебійні снаряди на дальності до 1000 м пробивають броню товщиною лише в 1,2-1,3 рази більше за свій калібр, то підкаліберні бронебійні снаряди — в 2-3 рази. На великих відстанях (до 1500—2000 м) стрільба ефективна тільки підкаліберними бронебійними снарядами обтічної форми, тому що снаряди котушечної форми швидко втрачають швидкість на траєкторії і втрачають свою перевагу в бронебійності.